# Cheated Love

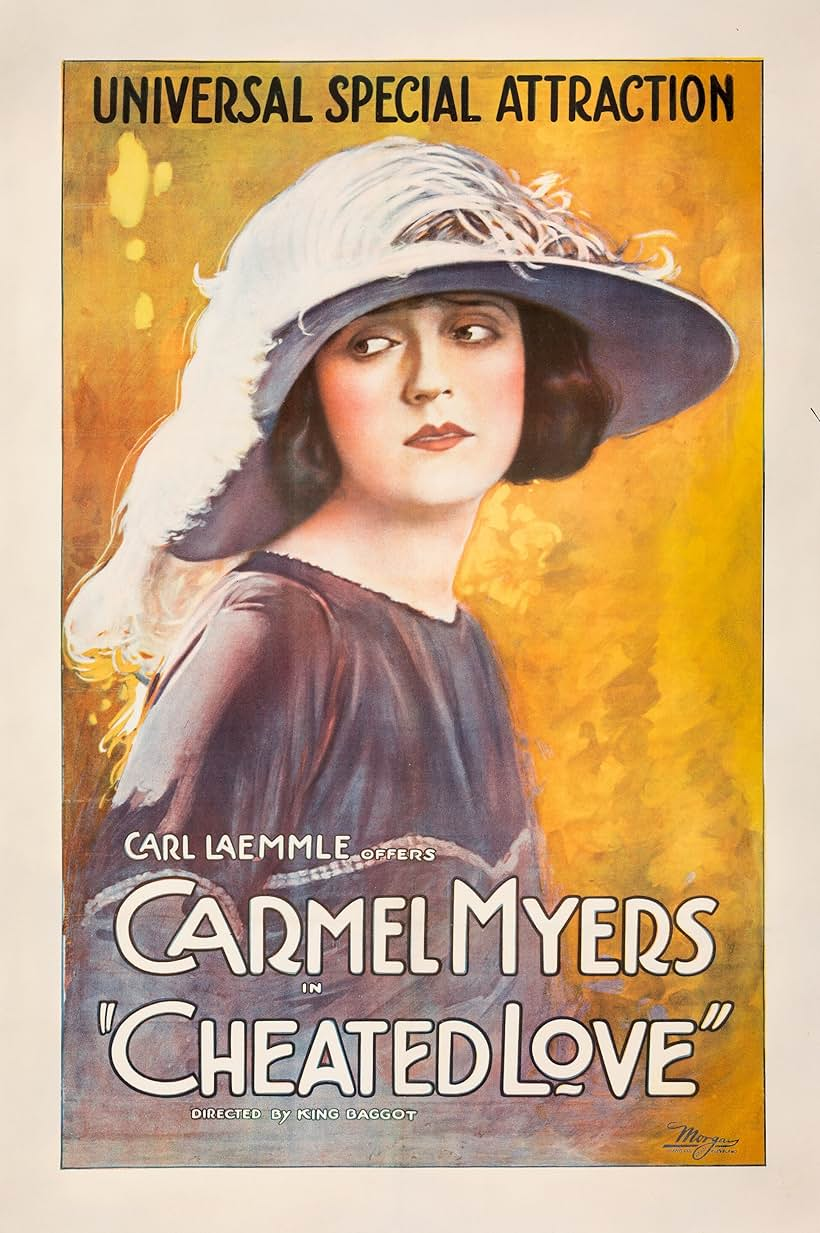
Affiche du film.

Cheated Love est un film muet américain réalisé par King Baggot, sorti en 1921.

## Synopsis
Sonya Schnoema, une jeune juive, immigre aux États-Unis et travaille dans l'épicerie du ghetto de son père. Elle y gagne l'affection d'un jeune travailleur social, David Dahlman. Mais elle est amoureuse de Mischa, un jeune médecin récemment arrivé d'Odessa, et pour l'aider financièrement, elle se produit au théâtre yiddish local. Mischa refuse cependant son offre pour une riche héritière et, jalousie de Yazurka, une actrice polonaise de renom, Sonya se voit refuser un rôle important.

## Fiche technique
- Réalisation : King Baggot[2]
- Scénario : Lucien Hubbard, Sonya Levien, Doris Schroeder
- Genre : Romance[1]
- Production : Universal Pictures
- Distributeur : Universal Pictures
- Pays de production :  États-Unis
- Durée : 50 minutes
- Date de sortie : 16 mai 1921

## Distribution
- Carmel Myers : Sonya Schonema
- George B. Williams : Abraham Schonema
- Allan Forrest : David Dahlman
- John Davidson : Mischa Grossman
- Ed Brady : Scholom Maruch
- Snitz Edwards : Bernie
- Bowditch M. Turner : Toscha
- Virginia Harris : Sophia Kettel
- Inez Gomez : Rose Jacobs
- Clara Greenwood : Mrs. Breine
- Meyer Ouhayou : Sam Lupsey
- Laura Pollard : Mrs. Flaherty
- Rose Dione : Madame Yazurka
- Theresa Gray : Mrs. Leshinsky
- Fred Becker : Charles Hensley